# Perri Shakes-Drayton
Peirresha Alexandra Shakes-Drayton (* 21. Dezember 1988 in London) ist eine britische Hürdenläuferin, die sich auf die 400-Meter-Distanz spezialisiert.

## Sportliche Laufbahn
Erste internationale Erfahrungen sammelte Perri Shakes-Drayton bei den Juniorenweltmeisterschaften 2006 in Peking, bei denen sie in 59,37 s den achten Platz belegte. Im Jahr darauf gewann sie bei den Junioreneuropameisterschaften in Hengelo in neuem britischen Juniorenrekord von 56,46 s die Silbermedaille hinter der Deutschen Fabienne Kohlmann. 2009 gewann siegte sie in 55,26 s bei den U23-Europameisterschaften in Kaunas und qualifizierte sich damit für die Weltmeisterschaften in Berlin, bei denen sie mit 57,57 s im Halbfinale ausschied. 2010 gelangte sie bei den Hallenweltmeisterschaften in Doha mit der britischen 4-mal-400-Meter-Staffel in 3:30,29 min auf den vierten Platz. Der endgültige internationale Durchbruch gelang Shakes-Drayton bei den Europameisterschaften in Barcelona Ende Juli. In neuer persönlicher Bestleistung von 54,18 s holte sie die Bronzemedaille im Hürdenlauf hinter der Russin Natalja Antjuch und Wanja Stambolowa aus Bulgarien. Mit der britischen Staffel gelangte sie in 3:24,32 min ursprünglich auf den dritten Platz, rückte aber wegen der Disqualifikation der russischen Mannschaft wegen Dopings nachträglich auf den Silberrang vor.
Bei den Weltmeisterschaften 2011 im südkoreanischen Daegu belegte sie mit der britischen 4-mal-400-Meter-Staffel in 3:23,63 min ursprünglich den vierten Rang, rückte aber diesmal im Nachhinein auf den Bronzerang vor. Im 400-Meter-Hürdenlauf erreichte sie die Halbfinalrunde, in der sie mit 55,07 s ausschied. 2012 siegte sie bei den Hallenweltmeisterschaften in Istanbul in der Besetzung Shana Cox, Nicola Sanders, Christine Ohuruogu und Shakes-Drayton in 3:28,76 min vor den Vereinigten Staaten und Russland. Zudem qualifizierte sie sich erstmals für die Olympischen Spiele in London, bei denen sie mit 55,19 s im Halbfinale ausschied. Zudem kam sie mit der Staffel in 3:24,76 min im Finale auf den vierten Platz, nachdem die russische Stafette ein weiteres Mal disqualifiziert worden war. Im März 2013 gewann sie bei den Halleneuropameisterschaften 2013 im schwedischen Göteborg in 50,85 s die Goldmedaille im 400-Meter-Lauf sowie in 3:27,56 min auch in der 4-mal-400-Meter-Staffel. Im August nahm sie erneut an den Weltmeisterschaften in Moskau teil und wurde dort in 56,25 s Siebte.
Nach drei Jahren Wettkampfpause kehrte Shakes-Drayton 2016 auf die Leichtathletikbühne zurück und trug bei den Weltmeisterschaften in London durch ihren Einsatz im Vorlauf in der 4-mal-400-Meter-Staffel zum Gewinn der Silbermedaille der britischen Mannschaft bei. 2018 nahm sie erstmals an den Commonwealth Games im australischen Gold Coast teil und wurde dort mit der englischen Staffel in 3:27,21 min Vierte.
2008 und 2010 sowie 2012 und 2013 wurde Shakes-Drayton Britische Meisterin im 400-Meter-Hürdenlauf. Sie absolvierte ein Studium für Sportwissenschaften an der Brunel University in London. 2018 war sie Teilnehmerin der zehnten Staffel Dancing on Ice.

## Persönliche Bestleistungen
- 400 m: 50,50 s, 22. Juni 2013 in Gateshead
  - 400 m (Halle): 50,85 s, 3. März 2013 in Göteborg
- 400 m Hürden: 53,67 s, 26. Juli 2013 in London